# Bakići (Republika Serbska)
Bakići (cyr. Бакићи) – wieś w Bośni i Hercegowinie, w Republice Serbskiej, w gminie Vlasenica. W 2013 roku liczyła 59 mieszkańców.